# Petrovce (district de Vranov nad Topľou)
Petrovce (allemand : Deutschpetersdorf est un village de Slovaquie situé dans la région de Prešov.

## Histoire
Première mention écrite du village en 1412.

## Démographie

### Évolution de la population
| Année:               | 1994. | 2004.   | 2014.   | 2024.   |
| -------------------- | ----- | ------- | ------- | ------- |
| Nombre de personnes: | 446   | 440     | 453     | 441     |
| Différence:          |       | -1,34 % | +2,95 % | -2,64 % |

| Année:               | 2023. | 2024. |
| -------------------- | ----- | ----- |
| Nombre de personnes: | 450   | 441   |
| Différence:          |       | -2 %  |